# Nysted Vandtårn
Nysted Vandtårn er et 35 meter højt tidligere vandtårn beliggende i Nysted. Tårnet er opført i 1912-13, og det var i drift som vandtårn ind til 1976.

## Historie
Kontrakten om byggeriet af vandtårnet blev underskrevet af daværende byfoged (borgmester) Holck d. 22. december 1912 og tårnet blev taget i brug i juli 1913. Det fungerede som vandtårn indtil 1976, hvor det blev taget ud af drift grundet færdiggørelsen af et nyt vandværk, der gjorde tårnet overflødigt. I den forbindelse afholdtes en afstemning i byrådet om, hvorvidt tårnet skulle nedrives, hvilken endte 9-8 i favør for bevaring af tårnet.
Siden dets opførelse i begyndelsen af 1900-tallet er det blevet renoveret to gange i henholdsvis 1977 og i 1988. Siden gik tårnet langsomt i forfald, idet dele af pudset faldt af, og armeringsjernet blotlagdes. I 2003 blev tårnet fredet i en fredningssag rejst af Nysted Bevaringsforening hvilket senere satte Guldborgsund Kommune, der overtog ejerskabet ved kommunalreformen i 2007, i lidt af en klemme, eftersom en gennemgribende restaurering på omkring 5 millioner kroner skønnedes nødvendig og kommunens økonomi var temmelig anstrengt.  I den forbindelse opstod stridigheder mellem interesserede borgere og udvalget for faste ejendomme i kommunen, hvorfor flere borgere og Nysted og Omegns Fællesråd startede en debat i blandt andet Lolland-Falsters Folketidende om, hvad tårnet kunne benyttes til.
I slutningen af 2008 blev der så rettet henvendelse til Kulturarvsstyrelsen angående de ændringer der skulle foretages: En isolering udvendigt skønnedes nødvendig, mens også udskiftning af råddent træ m.v. skulle udføres. I januar 2009 blev initiativ fra borgerne taget, da en fokusgruppe til planlægning af tårnets fremtidige formål blev nedsat den 17. i måneden ved et åbent hus-arrangement. Ideer er der nok af, men tårnets fredningsstatus voldte stadig problemer, idet Kulturarvsstyrelsen afviste indpakningen i isoleringsplader og sendte sagen til udtalelse i Det særlige Bygningssyn.

### Foreningen Nysted Vandtaarn
D. 15. oktober 2009 dannedes Foreningen Nysted Vandtaarn, der igennem de næste par år forhandlede med kommunen og Kulturstyrelsen om tårnets fremtid. I august 2011 blev tårnet overdraget til foreningen ved et gaveskøde, idet kommunen forpligtede sig til at gennemføre en udvendig istandsættelse og det derefter var op til foreningen at forestå den indvendige restaurering og montering af eventuelle nye indretninger. Denne fremgangsmåde var foranlediget af, at man som forening kunne hente 500.000 kr. i tilskud fra Kulturstyrelsen til renoveringsarbejdet. 
4. marts 2011 blev der fremsendt ansøgning med tilhørende projekt, der var udarbejdet af Ingeniørfirmaet Bjerager & Kristensen ApS fra Nykøbing F. og som bevarer tårnet i den oprindelige stand uden ”indpakning” og 4. juli 2011 godkendte Kulturstyrelsen projektet. Arbejdet blev udført i efteråret 2011 og foråret 2012 for en pris af 3.600.000. kr. Renoveringen blev udført som en traditionel betonrenovering og med katodisk beskyttelse. Det vil sige, at alt armeringsjern er forbundet med kabler, hvorigennem der ledes en svag elektrisk strøm, hvilket hindrer yderligere rustdannelse af armeringsjernet. Dertil kom restaurering af indgangsdøren, der blev støttet med 50.000 kr. af Guldborgsund Bevaringsfond.
Foreningen har derudover modtaget støtte af forskellige private fonde til afklaring af hvordan tårnet fremover kan anvendes til glæde for byen og dens besøgende.

## Arkitektur
Tårnet er rundt, svagt konisk og støbt i jernbeton med gult puds, som flere andre bygninger i dets nærvær. Dets tag er sekstenkantet og udført i rødt tegl prydet med et zinkspir med en vindfløj med akronymet NV i. Indgangspartiet er inspireret af barokken. Øverst under taget er en udsigtsplatform, hvorfra man kan se store dele af byen og omegnen. Der er 122 trin op på den vindeltrappe i stål, der efter tårnet stoppede med at være vandtårn, blev installeret.
Tårnet er opført af arkitekt Alf Jørgensen og ingeniør Georg Jochimsen, som sammen udførte flere vandtårne rundt omkring i landet; dette gælder Struer Vandtårn fra 1908 og et vandtårn i Maribo (1907-1968), som begge var i jernbeton.

## Kulturelle tiltag
Fra midten/de sene 1980'erne blev det efter en renovering muligt for besøgende at komme op i tårnet, idet det kom til at tjene som udsigtstårn. Siden da har der været varierende udstillinger, herunder en længerevarende fugleudstilling fra 1997 med dyr og fugle, som blev skænket til byen af naturskoleleder og konservator Peter Kildenfeldt. Allerede i 1989 var bygningen desuden medvært for en papirudstilling, kaldet Papirbiennalen, der fandt sted i flere af Nysteds ældre bygninger og viste papirkunst fra hele verden.